# Liste de kennings
Un kenning (pluriel savant : kenningar) est une figure de style propre à la poésie scandinave, qui consiste à remplacer un mot par une périphrase à valeur métaphorique. Les kenningar font souvent appel à des images mythologiques, comme on peut le constater dans la liste suivante. L'Edda de Snorri Sturluson en recense et explique un certain nombre.

## Liste de Kennings
| Mot désigné      | Traduction du kenning                | Kenning originel | Explication |
| ---------------- | ------------------------------------ | ---------------- | --- |
| armes            | feux ou bâtons des Hiadningar        |                  | Voir explication de « tempête de Hiadningar » pour désigner une bataille. |
| ciel             | crâne d'Ymir                         | Ymis haus        | Lors de la création du Monde, les trois fils de Bor, Wotan, Vili et Vé tuèrent Ymir et créèrent le ciel avec son crâne, entre autres choses. Pour plus de détails sur ce qu'ils firent du reste de la dépouille, voir l'article sur Ymir.                                                                                                 |
| bataille         | tempête ou bourrasque des Hiadningar |                  | Après l'enlèvement de Hild, la fille du roi Hogni par Hedin, les deux hommes et leurs armées engagèrent le combat. Le soir venu, Hild ressuscita les morts de la journée, et le combat reprit le lendemain. Il en sera ainsi jusqu'au Crépuscule des Dieux.                                                                               |
| or               | bouchée des géants                   |                  | À la mort du géant Ölvaldi (v. isl. Ǫlvaldi), qui possédait une grande fortune, ses trois fils Thiazi, Idi et Gang se partagèrent cet or de la manière suivante : ils prirent chacun autant d'or que leur bouche pourrait en contenir. |
| or               | parole ou mot ou discours des géants |                  | Version plus secrète encore du kenning « bouchée des géants » pour le mentionner dans les runes. |
| or               | chevelure de Sif                     |                  | Loki fit un jour la mauvaise farce de couper les cheveux de Sif. Lorsque Thor s'en aperçut, il se saisit de Loki pour le corriger. Apeuré, Loki promis d'aller voir les nains pour qu'ils lui fassent une chevelure d'or, mais qui pourrait pousser comme de vrais cheveux, ce qu'il fit sur-le-champ.                                    |
| or               | tribut de la loutre                  |                  | Après avoir tué par erreur une loutre, qui s'avéra être Ótr, le fils de Hreidmar, Odin, Loki et Hoenir durent se racheter en trouvant assez d'or pour remplir la peau de la loutre puis la recouvrir entièrement. |
| or               | rançon imposée aux Ases              |                  | Voir l'explication de « tribut de la loutre ». |
| or               | métal des discordes                  |                  | Voir l'explication de « tribut de la loutre ». |
| or               | repaire de Fáfnir                    |                  | Après avoir tué Hreidmar, son père, Fáfnir s'empara du trésor de la loutre au détriment de son frère Regin, qui en réclamait la moitié. Il prit également le heaume de son père, son épée et se réfugia dans la région des Gnitaheid, se métamorphosant en serpent et garda farouchement son trésor. (voir aussi Fáfnir)                  |
| or               | métal de la Gnitaheid                |                  | Voir explication de « repaire de Fáfnir ». |
| or               | feuillage de Glasir                  |                  | Glasir est un arbre au feuillage d'or rouge poussant sur le Valhalla |
| poésie           | sang de Kvasir                       |                  | voir Hydromel poétique |
| poésie           | boisson ou ivresse des nains         |                  | voir Hydromel poétique |
| poésie           | liquide d'Odroerir de Bodn ou de Son |                  | voir Hydromel poétique |
| poésie           | viatique des nains                   |                  | voir Hydromel poétique |
| poésie           | hydromel de Suttung                  |                  | voir Hydromel poétique |
| poésie           | liquide des Hnitbjörg                |                  | voir Hydromel poétique |
| poésie           | butin ou trouvaille d'Odin           |                  | voir Hydromel poétique |
| poésie           | boisson des Ases                     |                  | voir Hydromel poétique |
| poignet          | articulation du loup                 | úlfiðr           | Lorsque Fenrir accepta d'être attaché par le lien magique Gleipnir pour éprouver sa force, il ne crut pas que les Ases l'en libéreraient ensuite, jusqu'à ce que Týr accepta de mettre sa main dans sa gueule. Lorsque Fenrir s'aperçut qu'il était prisonnier de Gleipnir, il déchira le bras de Týr au niveau du poignet par vengeance. |
| tuer des ennemis | nourrir les aigles                   |                  | Inscription découverte sur la pierre runique de Gripsholm et qui s'explique par le fait que les aigles et autres charognards se nourrissent des corps des guerriers morts. |
| vague            | fille d'Ægir                         |                  | Ægir eut neuf filles (avec Rán) qui personnifient les vagues. |